# 哈萊克城堡
哈萊克城堡（英語：Harlech Castle）是位於英國威爾士西北部城鎮哈萊克的一座城堡。緊鄰愛爾蘭海。哈萊克城堡始建於13世紀，當時是作為英格蘭國王愛德華一世遠征威爾士的據點而建設。在之後的數世紀之內，哈萊克城堡都是重要的軍事據點，在玫瑰战争中作为兰开斯特一方的据点抵抗约克一方七年之久。今日的哈萊克城堡則是威爾士著名的旅遊景點。1986年，哈萊克城堡和卡那封城堡、康威城堡、博馬里斯城堡一併被列入世界文化遺產「圭內斯郡愛德華國王的城堡和城牆」。

## 外部連結
- Official Cadw page for Harlech Castle（页面存档备份，存于）